# 君とひととき
『君とひととき』（きみとひととき、原題：One Hour with You）は、1932年に製作・公開されたアメリカ合衆国の映画である。

## 概要
ロタール・シュミットの戯曲の映画化であり、最初の映画化である1924年の映画『結婚哲学』を監督したエルンスト・ルビッチが再び監督、モーリス・シュヴァリエとジャネット・マクドナルドが『ラヴ・パレード』（1929）以来の共演となった。
フランス語バージョンも製作されている。

## キャスト
- アンドレ・ベルティエ：モーリス・シュヴァリエ
- コレット（アンドレの妻）：ジャネット・マクドナルド
- ミッツィ：ジュヌヴィエーヴ・トビン
- アドルフ：チャールズ・ラッグルス

## スタッフ
- 監督/製作：エルンスト・ルビッチ
- 脚本：サムソン・ラファエルソン
- 音楽監督：ナット・W・フィンストン
- 音楽：W・フランク・ハーリング
- 撮影：ヴィクター・ミルナー
- 編集：ウィリアム・シェア
- 美術：ハンス・ドライアー
- 衣装：トラヴィス・バントン

## アカデミー賞ノミネーション
- 作品賞